# What Can I Do?
「What Can I Do?」（ワット・キャン・アイ・ドゥ）は、FLAMEの3枚目のシングル。

## 概要
- 2002年4月20日COUNT DOWN TVに出演。
- 2002年5月11日ポップジャムに出演。

## 収録曲
1. What Can I Do?
  - 作詞:MASUMI X　作曲:Masakazu Osabe　編曲:DeBose

明治製菓「こつぶチョコシリーズ」CMソング
2. TAKE ME-僕がいる君の未来-
  - 作詞:Kentaro Akutsu　作曲:Masakazu Osabe　編曲:DeBose
3. What Can I Do?(trancepunk mix)
  - 編曲:aquaorb
4. What Can I Do?(Instrumental)